# Clypeaster elongatus
Clypeaster elongatus is een zee-egel uit de familie Clypeasteridae.
De wetenschappelijke naam van de soort werd in 1948 gepubliceerd door Hubert Lyman Clark.